# Battage (entomologie)
Parapluie japonais
Pour les articles homonymes, voir battage.

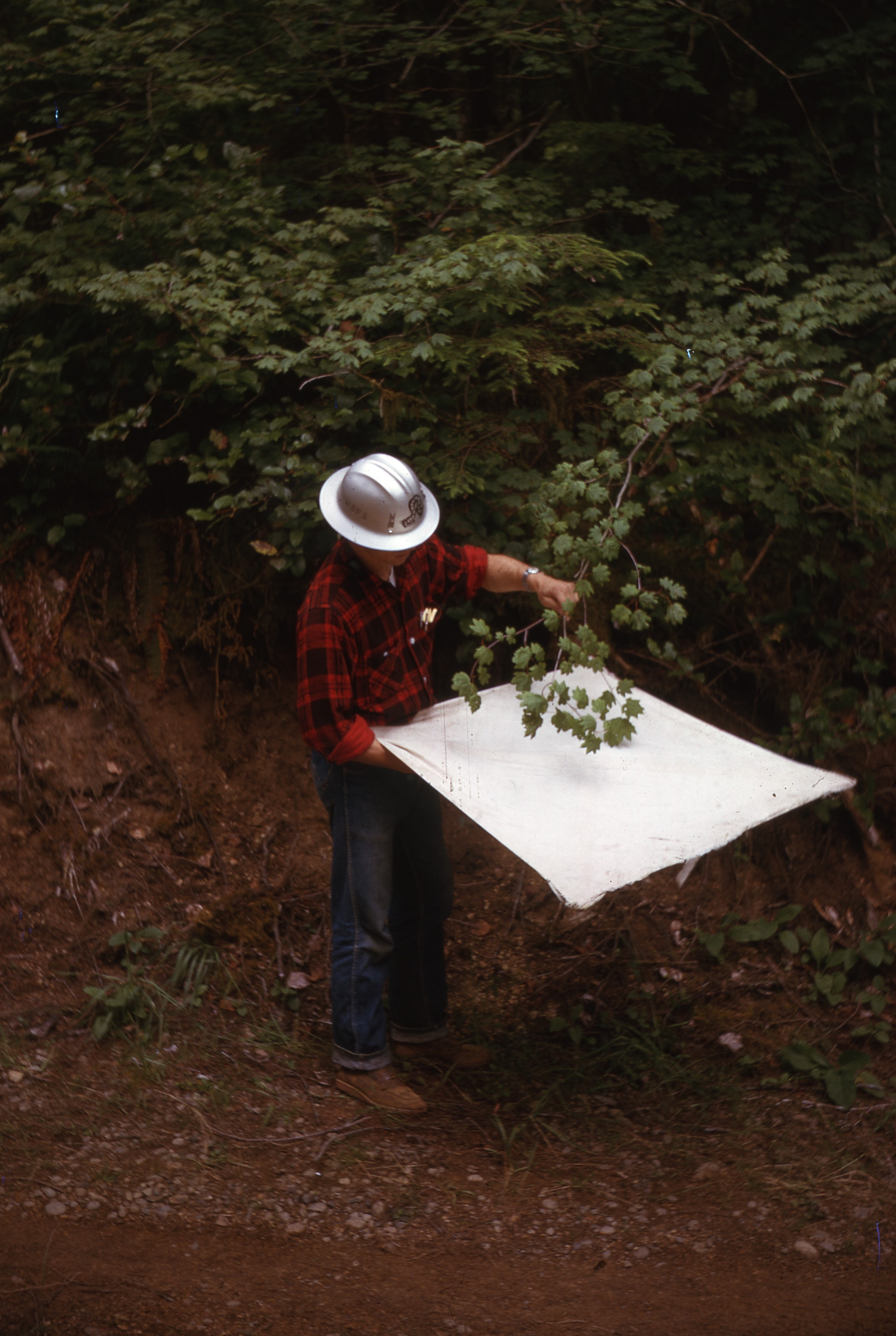
Battage d'une branche dans un parapluie japonais afin d'échantillonner l'Arpenteuse de la pruche (1963, Washington).

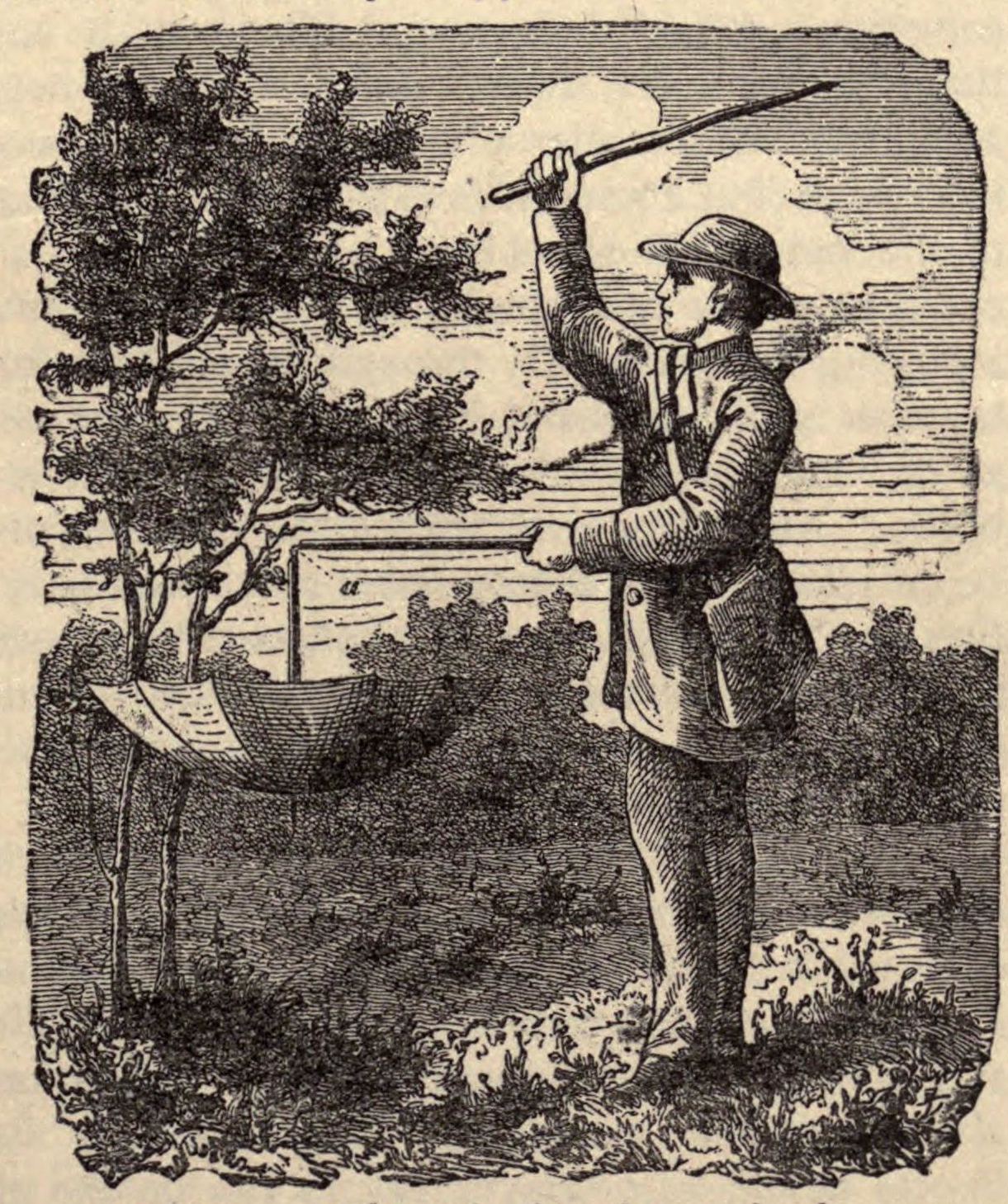
Battage avec un parapluie au XIXe siècle.

En entomologie, le battage se pratique sur des arbres et arbustes dans le but de récolter des insectes sur une toile rectangulaire appelée « parapluie japonais ». Le système est assez simple et très populaire chez les entomologistes, le prix du matériel étant peu élevé.
L'entomologiste bat les branches avec un long bâton ou les secoue. Les insectes tombent alors directement sur le parapluie japonais tenu en dessous de la branche battue. La récolte est ensuite soit dénombrée, soit stockée en vue d'une étude ultérieure.
Cette méthode semble être apparue au XVIIIe siècle. Elle est décrite en détail par l'entomologiste britannique Benjamin Wilkes (en) dès 1740, ce dernier utilisant un filet tendu entre deux montants en bois. Le parapluie figure comme un outil indispensable de l'entomologiste dans l'ouvrage  Elementa Entomologia de Jacob Christian Schaeffer paru en 1766.